# Sumpfdotterblume

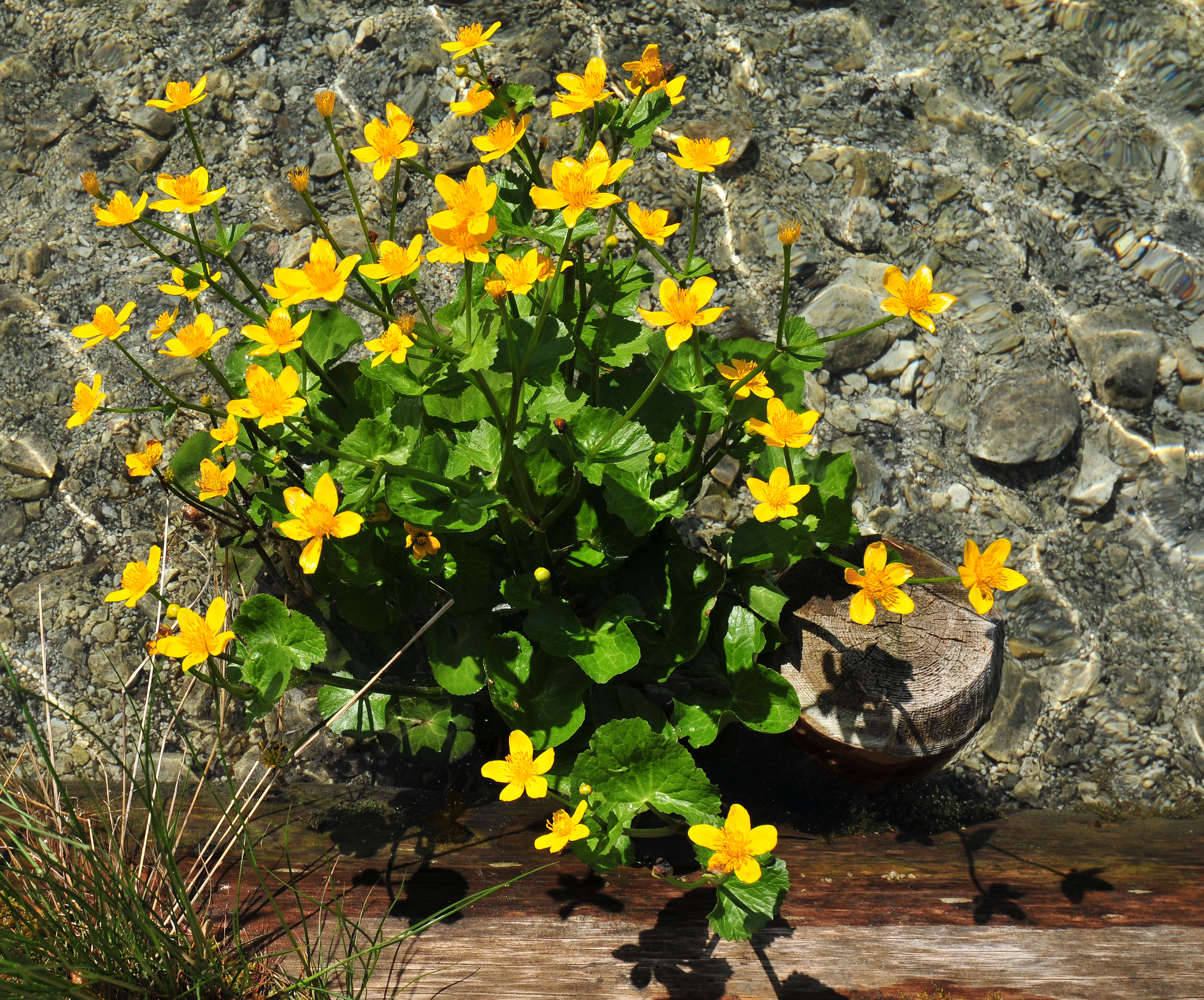
Habitus (Gesamterscheinung der Pflanze)

Die Sumpfdotterblume (Caltha palustris), auch Sumpf-Dotterblume geschrieben, ist eine Pflanzenart aus der Gattung Dotterblumen (Caltha) innerhalb der Familie der Hahnenfußgewächse (Ranunculaceae). Sie ist auf der Nordhalbkugel in Eurasien und Nordamerika weit verbreitet.

## Beschreibung

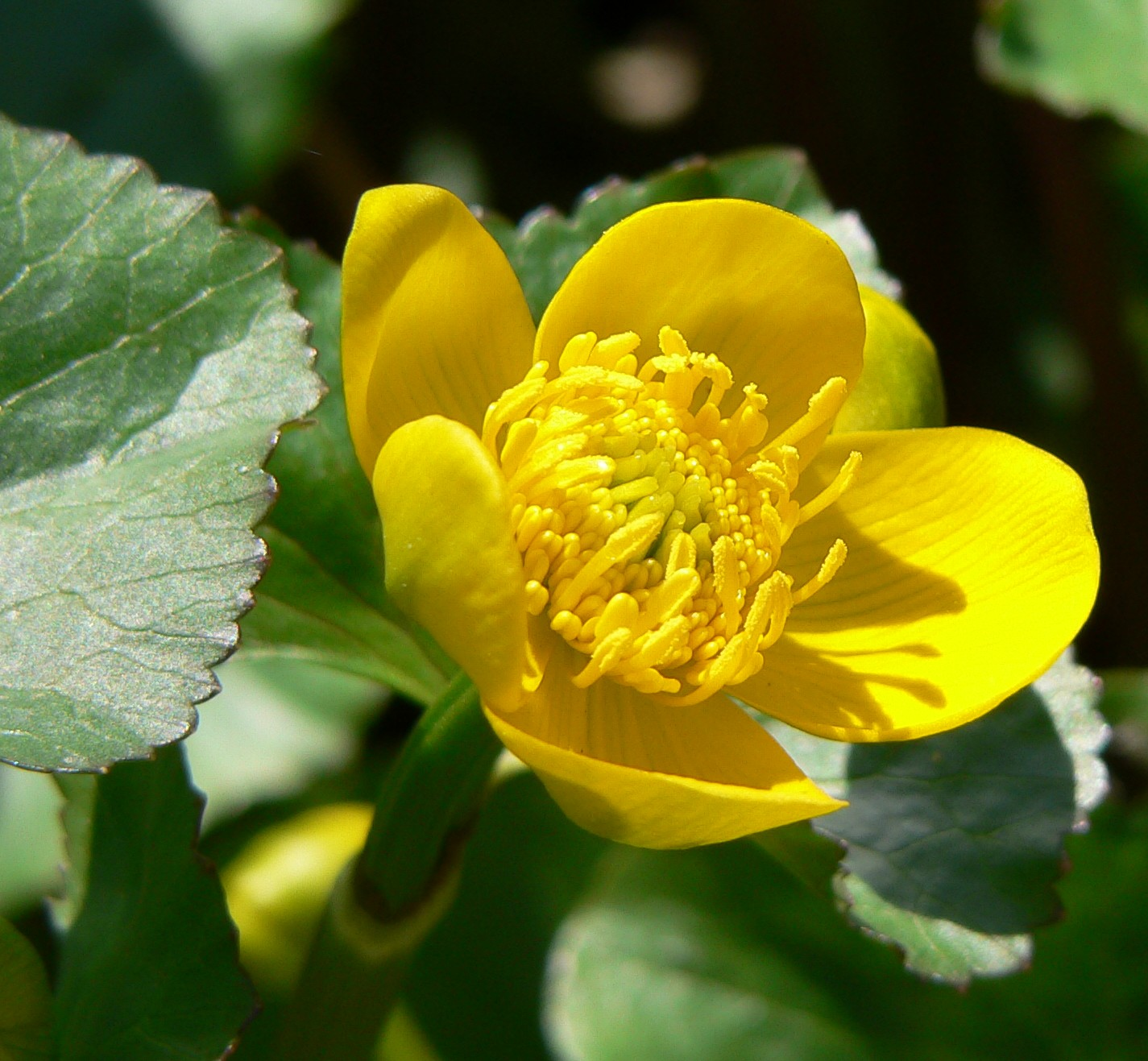
Blüte der Sumpfdotterblume – deutlich zu erkennen sind die fünf Perigonblätter und die zahlreichen Staubblätter

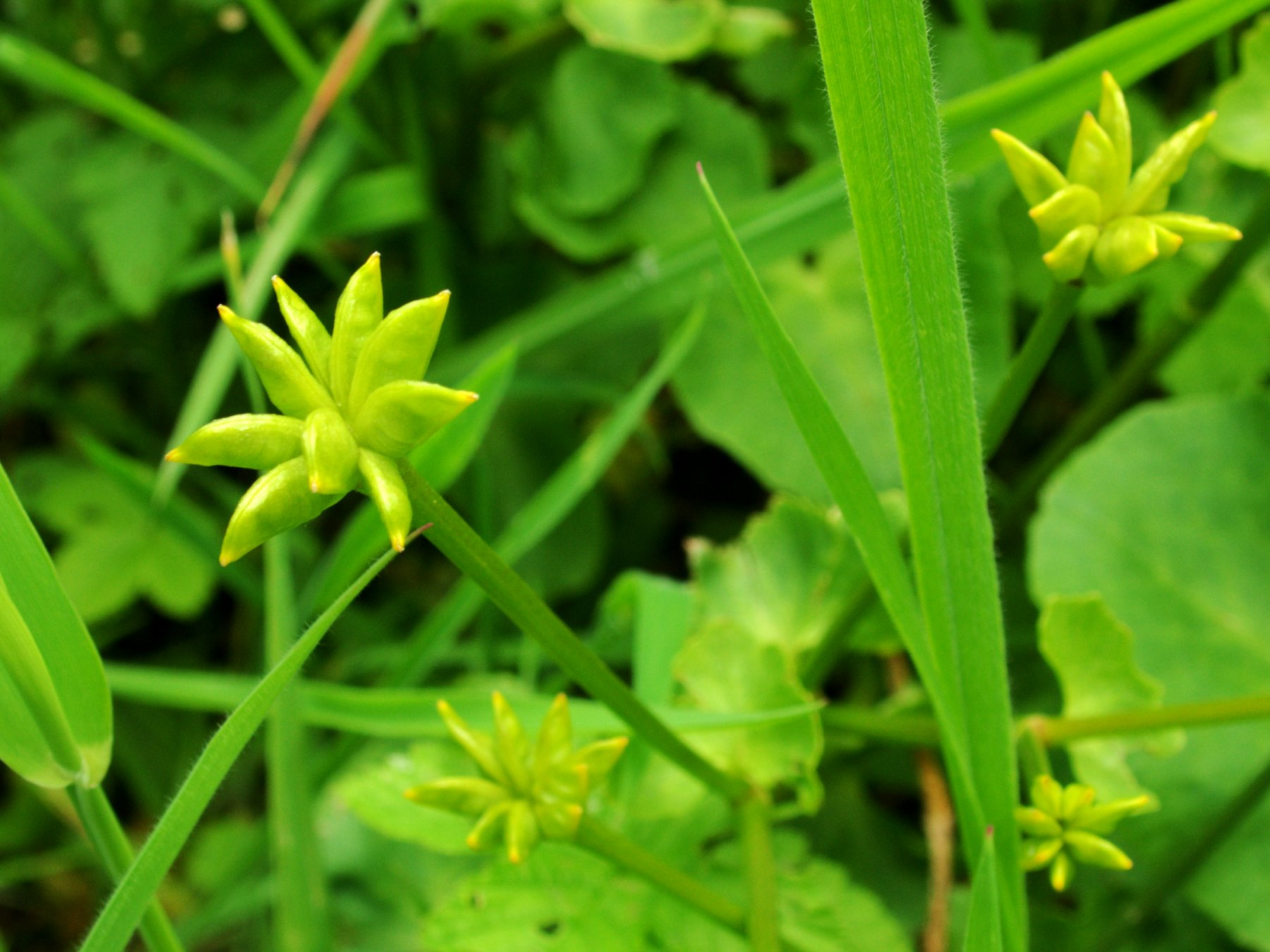
Junge Sammelfrucht mit heranreifenden Balgfrüchten

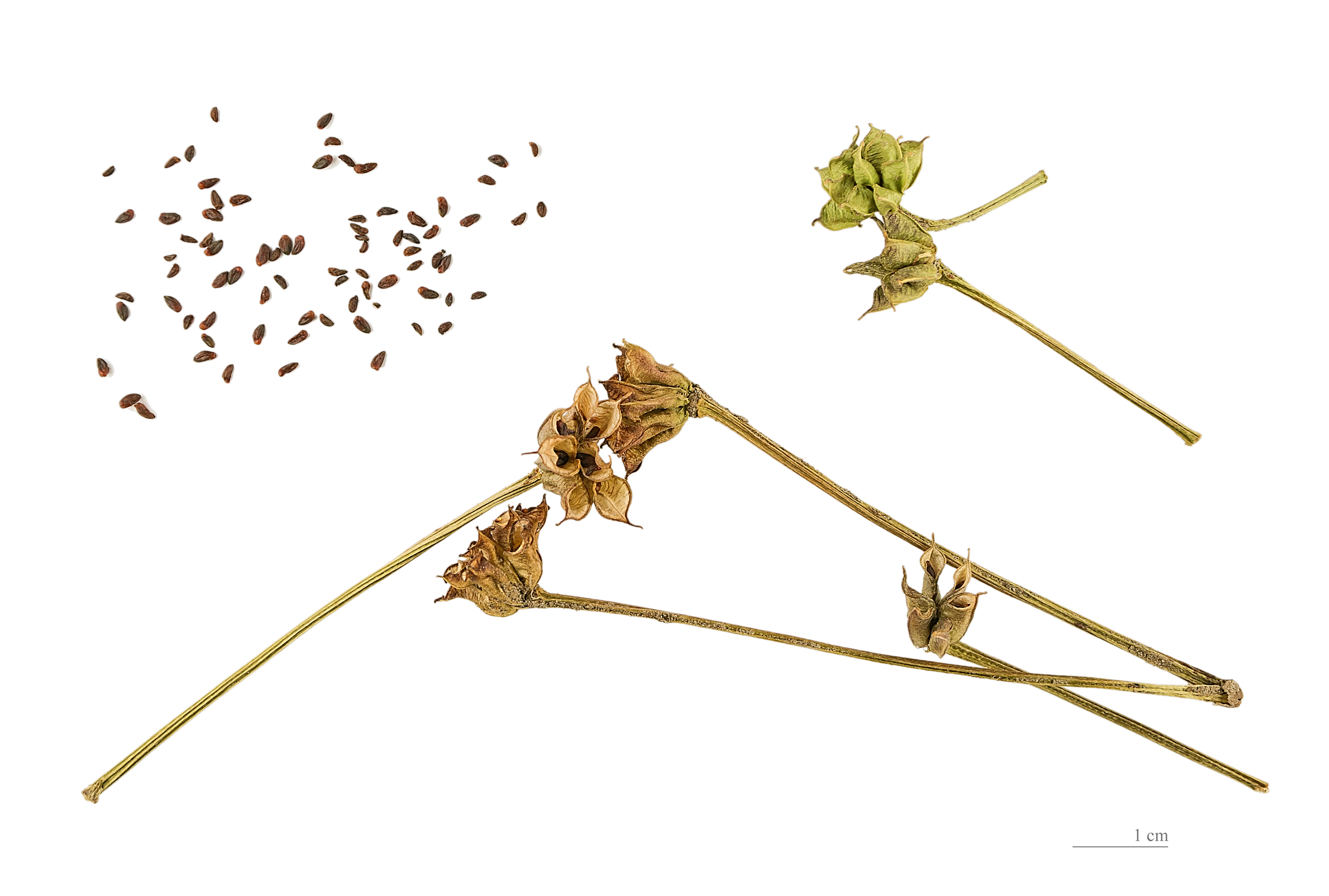
Sammelfrucht mit reifen Balgfrüchten und Samen

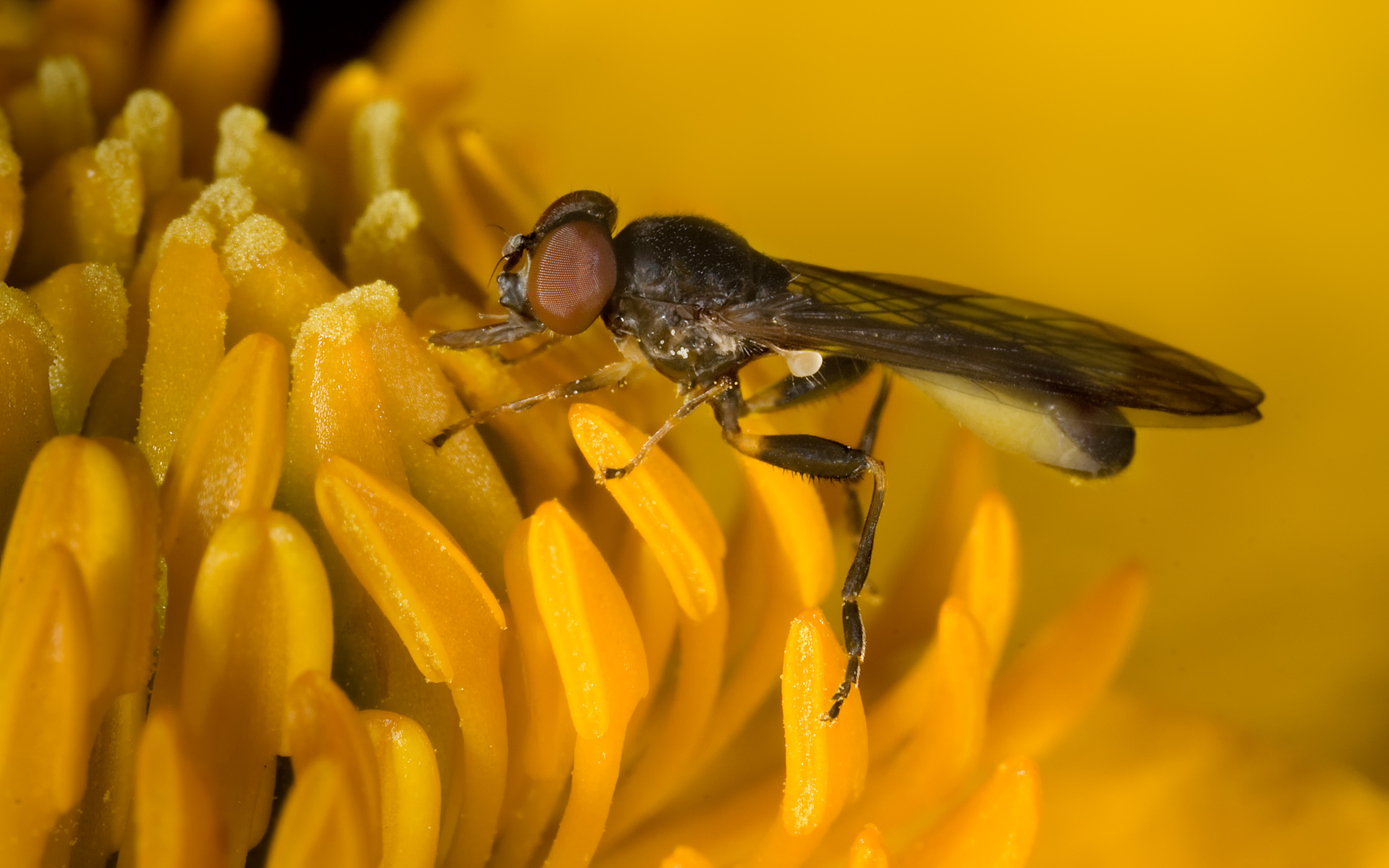
Eine seltene Schwebfliege der Art Sphegina montana nimmt Pollen von den Staubblättern auf

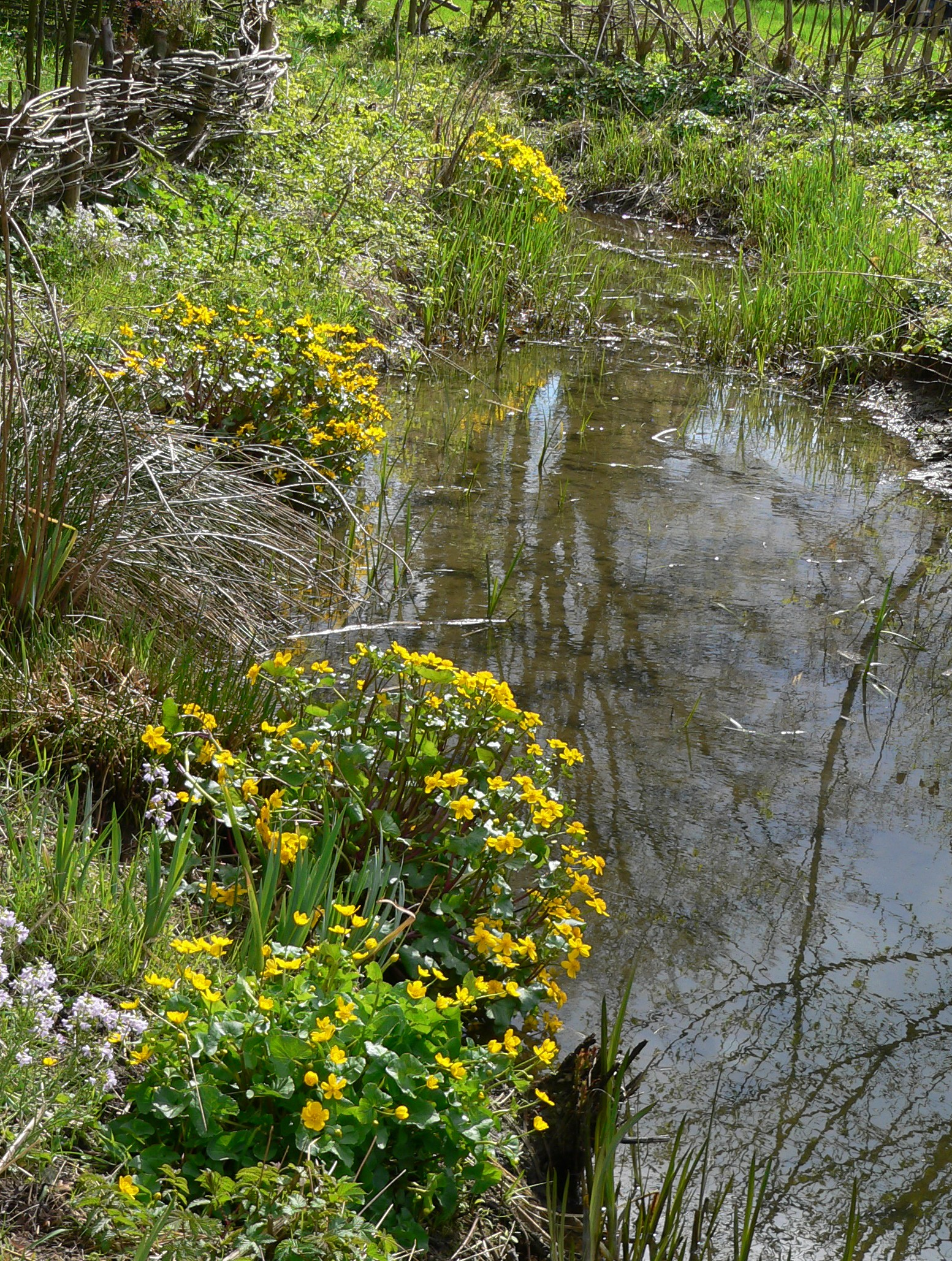
Sumpfdotterblumen sind typische Pflanzen von Gewässerrändern

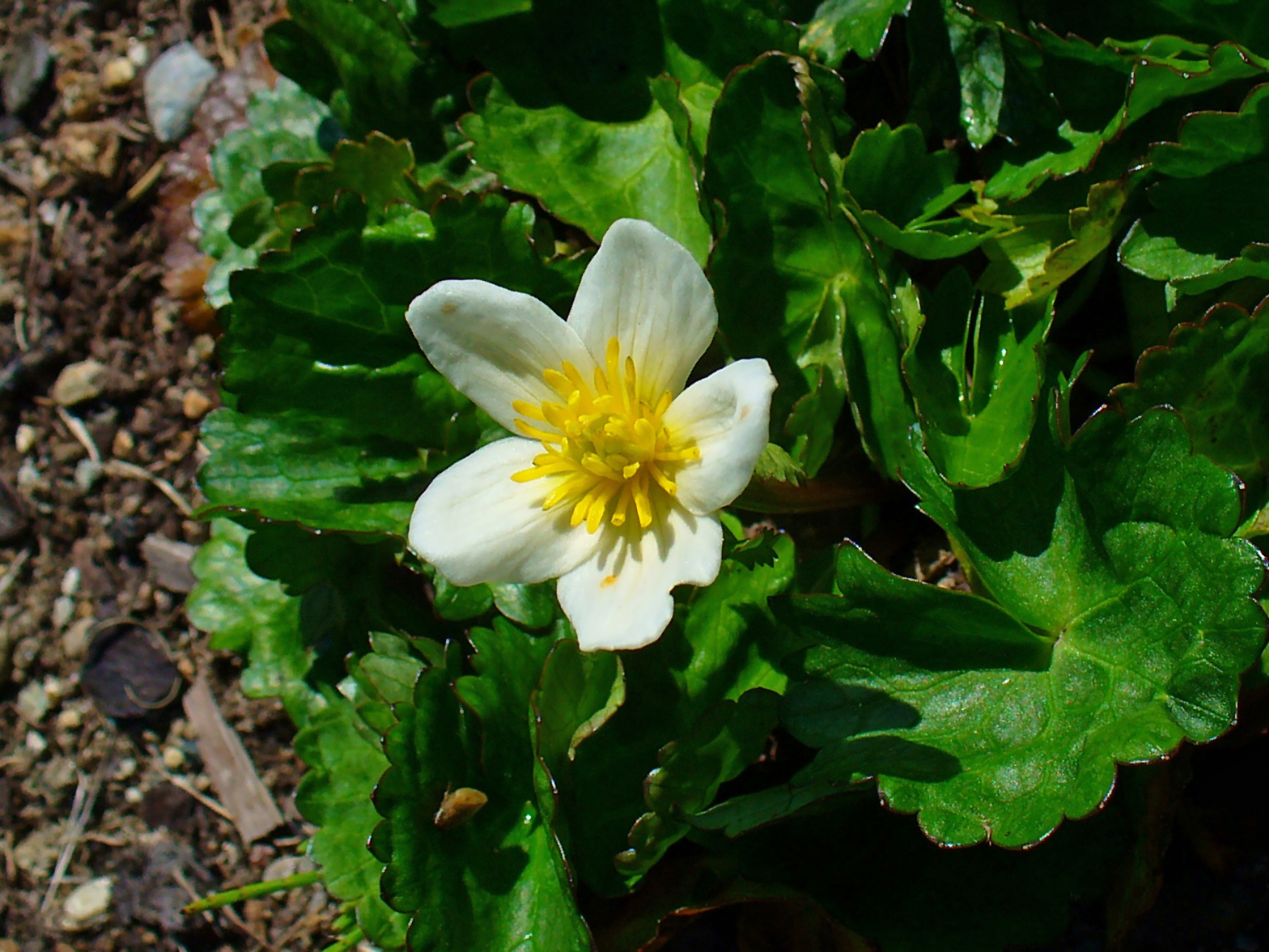
Caltha palustris var. alba im Engadin

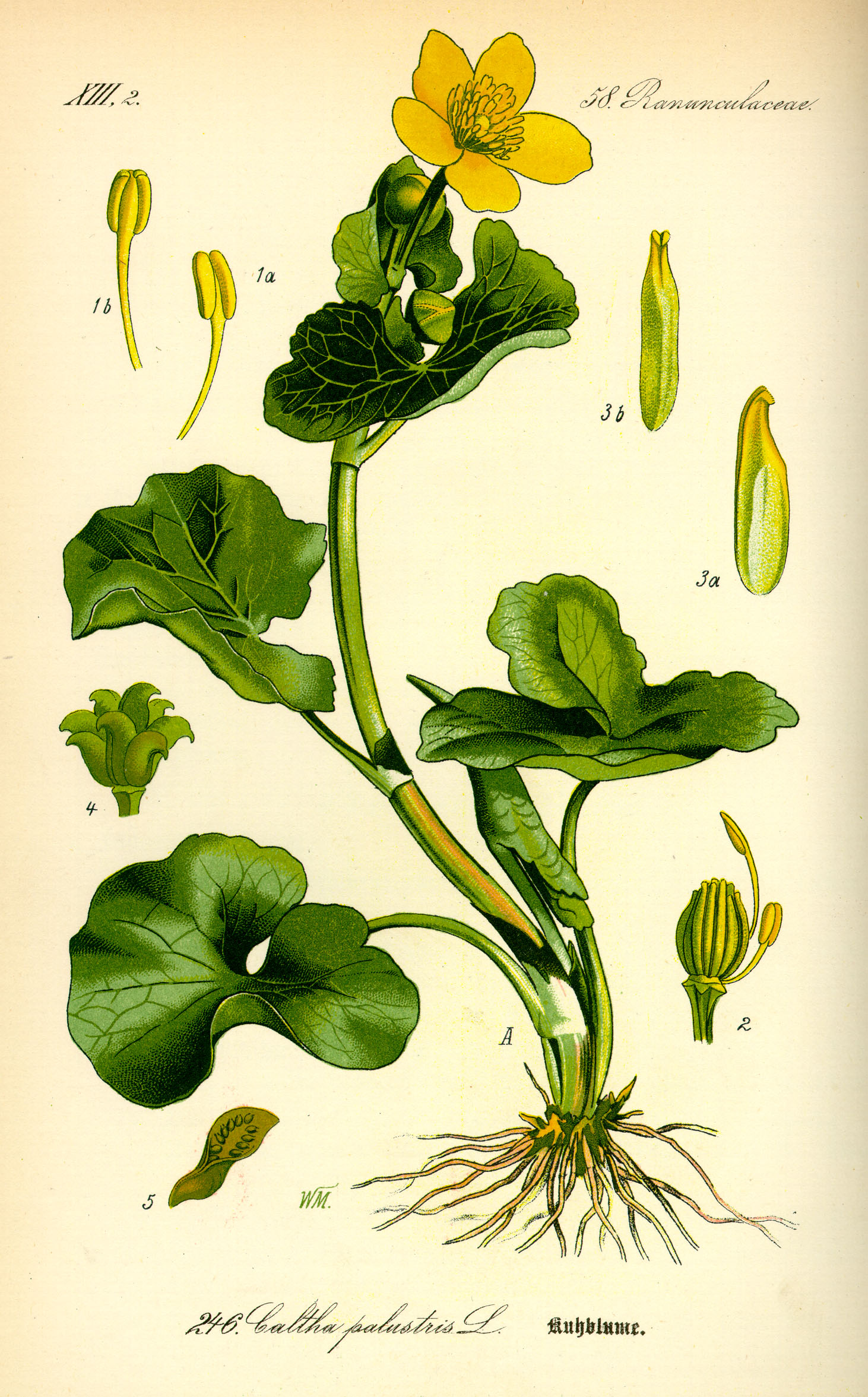
Abbildung der Sumpfdotterblume in Otto Wilhelm Thomés Flora von Deutschland, Österreich und der Schweiz, Gera 1885

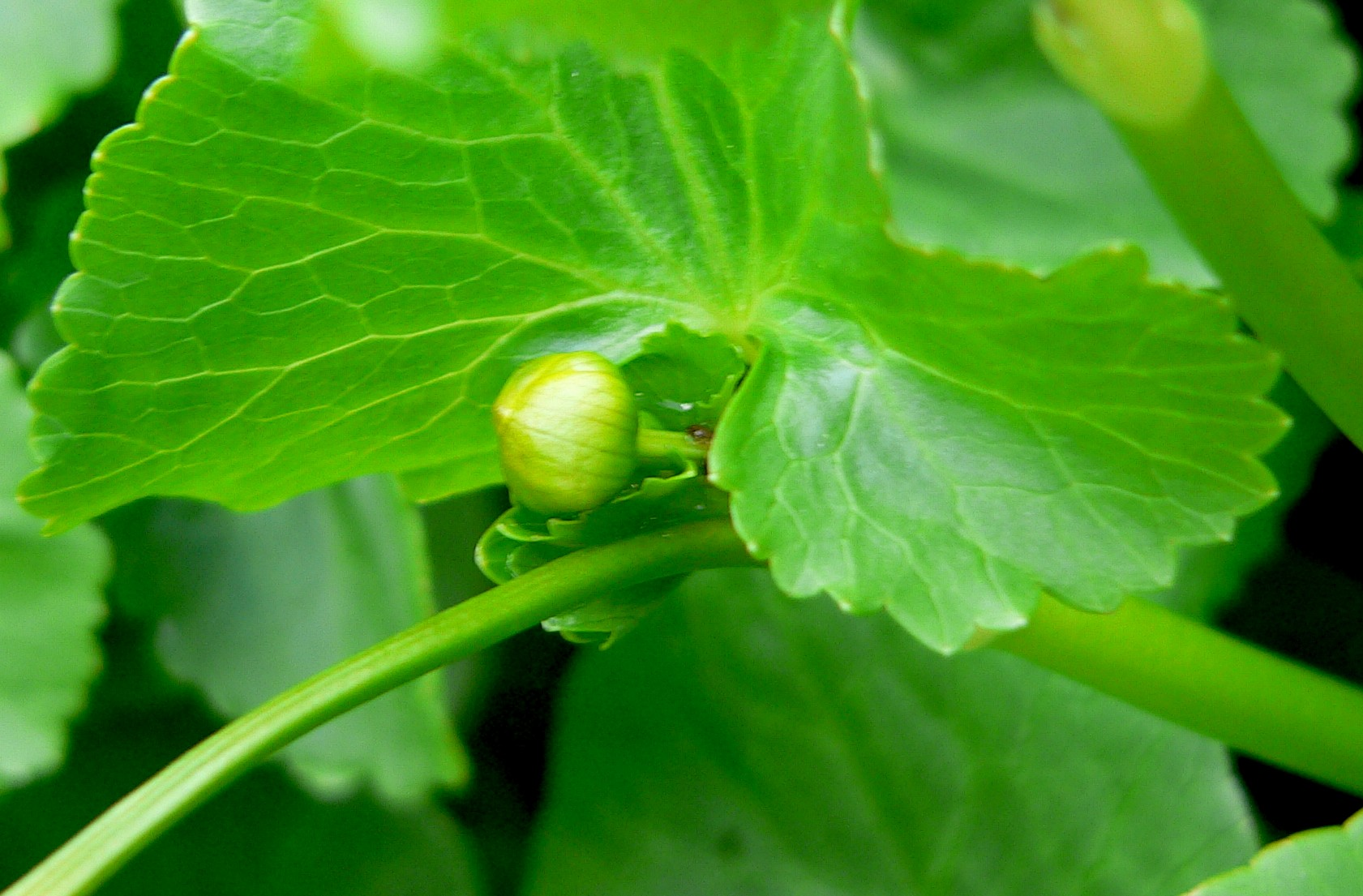
Früher wurden die Knospen der Sumpfdotterblumen in Essig eingelegt und als sogenannte „Deutsche Kapern“ gegessen

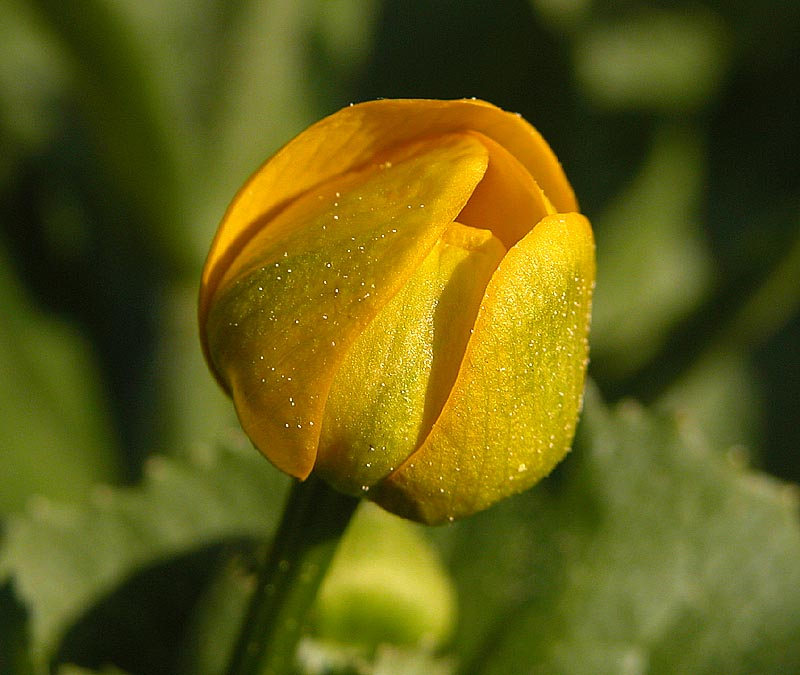
Blütenknospe unmittelbar vor ihrer Entfaltung

### Erscheinungsbild und Blatt
Die Sumpfdotterblume ist eine sommergrüne, ausdauernde, krautige Pflanze, die je nach Standort Wuchshöhen zwischen 15 und 60 Zentimetern erreicht. Als Speicherorgan dient ein kräftiges Rhizom. Die bogig aufsteigenden bis aufrechten, hohlen und kahlen Stängel sind im oberen Bereich verzweigt.
Die grundständigen Laubblätter sind lang gestielt; weiter oben am Stängel sitzende Laubblätter weisen dagegen fast keinen Blattstiel auf. Die dunkelgrünen, oft glänzenden Blattspreiten sind bei einem Durchmesser von bis zu 15 Zentimetern herz- bis nierenförmig, ungeteilt und am Rand gekerbt.

### Blüte
Die Blüten erscheinen schon ab März am Ende des Erstfrühlings und blühen je nach Standort bis April oder Juni. Gelegentlich kommt es im Zeitraum von Juli bis Oktober zu einer schwächeren Zweitblüte. An jedem Stängel befinden sich meist mehrere Blüten. Die zwittrigen Blüten sind radiärsymmetrisch. Die Blütenhülle besteht in der Regel aus fünf breit ovalen Perigonblättern, die bis zu 2 Zentimeter lang sind. Ein Blütenkelch ist nicht vorhanden. Es sind zahlreiche gelbe Staubblätter vorhanden. Es sind fünf bis fünfzehn eng stehenden, freie Fruchtblätter vorhanden. Die Nektardrüsen befinden sich jeweils am Grunde der Fruchtblätter.

### Frucht und Samen
Aus jedem befruchteten Fruchtblatt entwickelt sich eine schlanke Balgfrucht, wobei die reifen Balgfrüchte sternförmig angeordnet sind. Die reifen dunkelbraunen Samen sind etwa 2,5 Millimeter lang und in den Balgfrüchten zweireihig angeordnet.

### Chromosomensatz
Die Chromosomengrundzahl beträgt x = 8. Der Ploidiegrad reicht von diploid bis dekaploid und es wurden Chromosomenzahlen von 2n = 16, 32, und 24–80 ermittelt.

## Ökologie
Bei der Sumpfdotterblume handelt es sich um einen Hemikryptophyten.

### Blütenökologie
Die einfachen Schalenblüten sind aufgrund von Karotinoiden glänzend goldgelb. Auf den Perigonblättern wurden nur für UV-empfindliche Tiere sichtbare Bereiche nachgewiesen, die als Saftmale gedeutet wurden. Die Blüten enthalten sehr reichlich Pollen und Nektar. Die Fremdbestäubung erfolgt durch Käfer, Fliegen und Bienen, wobei insbesondere Schwebfliegen häufig an den Blüten zu beobachten sind. Bei Regen sind die Blüten geöffnet und füllen sich mit Wasser. Die Staubbeutel und Narben stehen dann auf gleicher Höhe wie der Wasserspiegel in den Blüten, so dass es zur Selbstbestäubung kommt (Regenbestäubung).

### Ausbreitungsstrategien der Sumpfdotterblume
Die Sumpfdotterblume ist in idealer Weise an eine Ausbreitung mit Hilfe von Wasser angepasst. Wie bei vielen anderen Hahnenfußgewächsen trocknen mit zunehmender Reifung die dünnen Fruchtwände der Balgfrüchte aus und öffnen sich allmählich entlang ihrer Bauchnaht. Geschlossen bleibt jedoch der untere Bereich dieser Balgfrucht. Dieser öffnet sich erst, wenn die Balgfrucht durch Regen oder Berührung mit Wasser aufquillt.
Die Samen der Sumpfdotterblumen sind im unreifen Zustand mit kleinen, kurzen Stielen an der Fruchtwand befestigt. Sind die Samen reif, trocknet dieser Stiel ab. Die sternförmig angeordneten Balgfrüchte sind ausgereift nach oben gerichtet. Treffen Regentropfen auf diese Früchte, werden die losen Samen durch die aufprallenden Regentropfen herausgeschwemmt und ausgebreitet. Aufgrund dieses Verbreitungsmechanismus zählt man die Sumpfdotterblume zu den Regenschwemmlingen (so genannte Ombrochorie).
Die Samen der Sumpfdotterblume sind außerdem schwimmfähig (so genannte Nautochorie). Sie sind mit einem Schwimmgewebe versehen, das aus lufthaltigen Hohlräumen besteht und das die Samen an der Wasseroberfläche hält. Mit Hilfe dieses Verbreitungsmechanismus sind Sumpfdotterblumen in der Lage, sich entlang der Ufer eines Gewässers auszubreiten.

### Krankheiten
Die Sumpfdotterblume wird von den Rostpilzen Puccinia calthae und Puccinia calthicola mit Spermogonien und Telien befallen.

## Vorkommen
Die Sumpfdotterblume ist in Europa, dem gemäßigten und nördlichen Asien sowie dem nördlichen und arktischen Nordamerika weitverbreitet. Sie zählt damit zu den zirkumpolar vertretenen Pflanzenarten. In Europa ist sie nördlich bis nach Island und im arktischen Russland verbreitet.
Die Sumpfdotterblume wächst in Sumpfwiesen, an Quellen, Bächen und Gräben. Sie ist außerdem in Bruch- und Auenwäldern zu finden. Wechselnden Wasserstand verträgt sie gut. Die Feuchtezahl (F-Zahl) in der neunstufigen Skala nach Ellenberg beträgt 8. Häufige Begleitpflanzen der Sumpfdotterblume sind Mädesüß, Kohldistel, Schlangen-Knöterich, Sumpfvergissmeinnicht, Kuckuckslichtnelke sowie Schwarzerlen.
Pflanzensoziologisch ist Caltha palustris die namensgebende Verbandscharakterart der Sumpfdotterblumenwiesen (Calthion palustris). Das sind nährstoffreiche Nasswiesen und Hochstaudenfluren feucht-nasser Standorte. Ferner ist sie Begleitart in Erlenbruchwäldern (Alnion), in Hartholz-Auwäldern (Alno-Ulmion) und in Röhrichten (Gesellschaften der Phragmitetalia) sowie der Quellfluren (Montio-Cardaminetalia).
Die ökologischen Zeigerwerte nach Landolt et al. 2010 sind in der Schweiz: Feuchtezahl F = 5w (überschwemmt, aber mäßig wechselnd), Lichtzahl L = 3 (halbschattig), Reaktionszahl R = 3 (schwach sauer bis neutral), Temperaturzahl T = 3 (montan), Nährstoffzahl N = 3 (mäßig nährstoffarm bis mäßig nährstoffreich), Kontinentalitätszahl K = 3 (Subozeanisch bis subkontinental).
In den Allgäuer Alpen steigt sie am Rappensee in Bayern bis in eine Höhenlage von 2047 Meter auf.
Das Wappen der Gemeinde Bebensee zeigt u. a. eine Sumpfdotterblume.

## Gefährdung
Zu Bestandsrückgängen der Sumpfdotterblume kommt es, wenn nasse Wiesen trockengelegt, Bachläufe begradigt und Gräben eingedolt (verrohrt) werden. Die Stallhaltung von Milchvieh, bei der die Kühe mit siliertem Gras gefüttert werden, hat indirekt auch zu Bestandsrückgängen geführt. Zur Vereinfachung der maschinellen Mahd wurden die Wiesen planiert und damit Senken und Mulden beseitigt, die aufgrund des sich dort ansammelnden Wassers den Pflanzen gute Standortbedingungen boten. Die Sumpfdotterblume ist in Deutschland derzeit nur auf den Roten Listen Niedersachsens, Brandenburgs, Berlins und Hamburgs als gefährdete Art eingestuft, ist jedoch bundesweit im Rückgang begriffen.

## Taxonomie
Die Erstveröffentlichung von Caltha palustris erfolgte 1753 durch Carl von Linné. Ein Synonym für Caltha palustris L. ist Caltha polypetala Hochst. ex Lorent. Das Artepitheton palustris leitet sich vom lateinischen Wort palus für „Sumpf“ ab und weist darauf hin, dass die Sumpfdotterblume an feuchten Standorten zu finden ist.

## Die Sumpfdotterblume als Gartenpflanze
Seitdem es üblich geworden ist, auch in Privatgärten Teiche oder Wassergräben anzulegen, ist die Sumpfdotterblume auch im Gartenhandel erhältlich. Gärtnerische Bemühungen haben dabei auch einige Sorten hervorgebracht, die sich von der ursprünglichen Art unterscheiden:
- Caltha palustris ‘Monstrosa’ ist eine Art mit pomponartig gefüllten gelben Blüten
- ebenfalls gefüllte gelbe Blüten weist die Sorte Caltha palustris ‘Flore Pleno’ auf
- ungefüllte Blüten in der Farbe Weiß besitzt die Sorte Caltha palustris var. alba

Das reiche Insektenleben an der Sumpfdotterblume sowie ihr interessanter Fortpflanzungsmechanismus über Balgfrüchte lassen sich nur an ungefüllten Sorten und am besten an der ursprünglichen Art beobachten.

## Die Sumpfdotterblume als Giftpflanze
Sumpfdotterblumen sind als schwach giftig bis giftig einzuordnen. Vergiftungserscheinungen sind vor allem auf enthaltene Anemonine, Saponine, Aporchinalkaloide (u. a. Magnoflorin) und Triterpenlacone (u. a. Caltholid) zurückzuführen. Bei empfindlichen Menschen kann es zu Vergiftungserscheinungen bereits durch den äußerlichen Kontakt mit der Pflanze kommen, wodurch die Haut und die Schleimhäute gereizt werden. Dies kann nach vier bis fünf Stunden zu Ausschlag und gelegentlich zu Anschwellungen im Gesicht führen.
Der Verzehr von Bestandteilen der Sumpfdotterblume kann zu Schwindel, Erbrechen und Krämpfen sowie Wassereinlagerungen führen. Je nach Schwere der Vergiftung durch Verzehr von Pflanzenbestandteilen gehört zu den Gegenmaßnahmen das Auslösen von Erbrechen, die Einnahme von Aktivkohle sowie Magenspülungen.
Getrocknet als Bestandteil von Heu oder Silage sind Sumpfdotterblumen nicht giftig.

## Verwendung als Nahrungs- und Genussmittel
Weidevieh vermeidet das Fressen von Sumpfdotterblumen.
Trotz der Giftigkeit der Pflanze wurde die Sumpfdotterblume in der Vergangenheit als Nahrungsmittel, Färbepflanze für Milchprodukte sowie als Genussmittel verwendet. Die Blätter der Sumpfdotterblume wurden traditionell in der spanischen Küche als Salatgrün eingesetzt. In der englischen Küche wurde sie zur Verfeinerung bzw. geschmacklichen Färbung von Landwein und Essig eingesetzt. Die Knospen der scharf schmeckenden Pflanze wurden in Notzeiten als Kapernersatz gehandelt, haben heute als Lebensmittelverfälschungen aber kaum noch Bedeutung.
Werden die Pflanzenbestandteile gekocht, reduziert sich die Giftigkeit. Häufig wurde deshalb mindestens ein zweimaliger Wechsel des Kochwassers empfohlen.
Als essbar wurden früher auch die gekochten Wurzeln sowie die noch nicht aufgeblühten Knospen angesehen. Die Blütenknospen wurden dabei in Essig eingelegt und als Kapernersatz gegessen. Sie wurden als „Deutsche Kapern“ bezeichnet. Aufgrund des Anemonin-Gehalts kann es nach reichlichem Genuss solcher „Kapern“ zu Erbrechen, Durchfall und Hautausschlag kommen. Aus heutiger Sicht sollte man auf den Verzehr von Bestandteilen der Sumpfdotterblume verzichten.

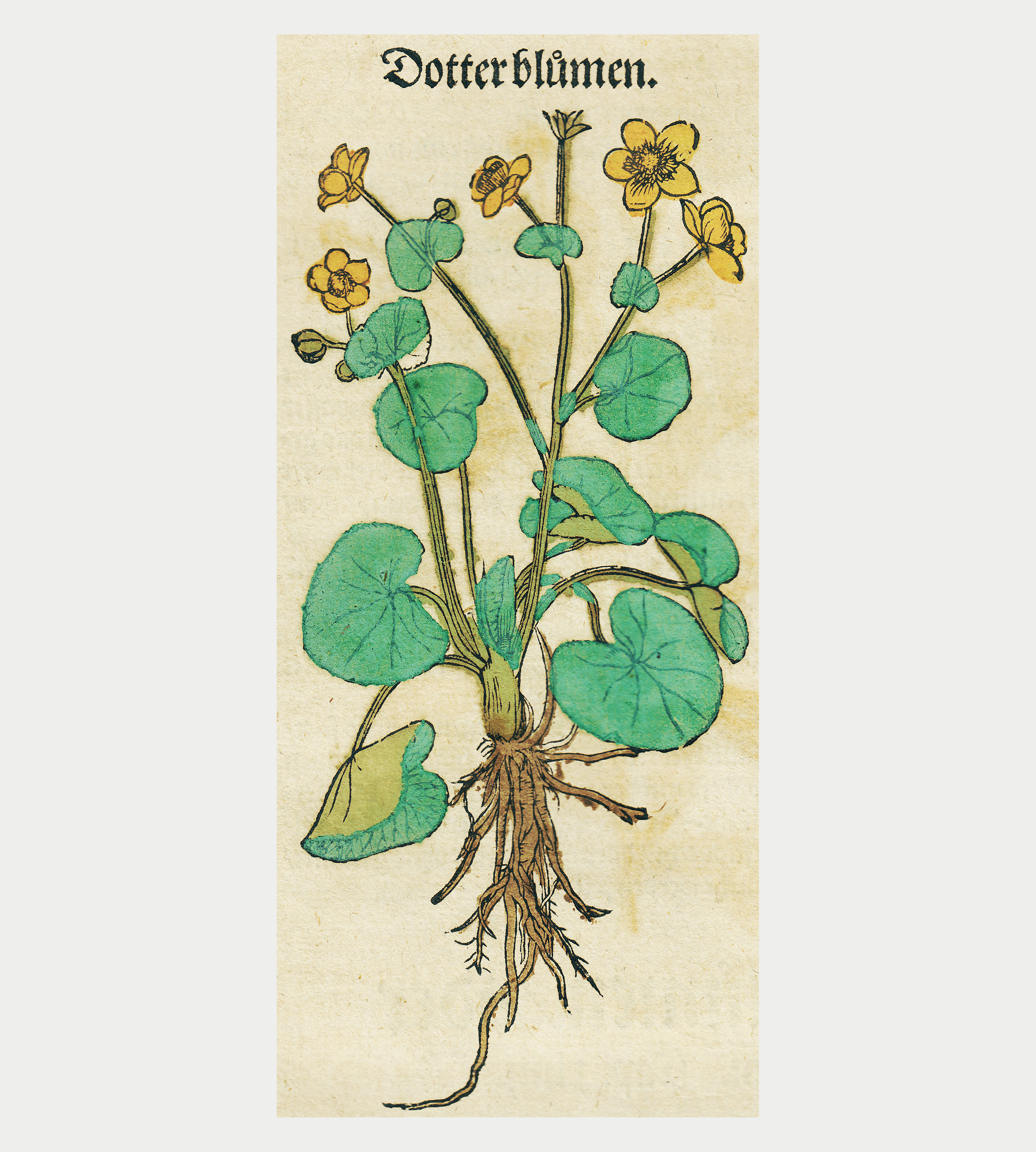
«Dotterblumen» – Caltha palustris. Hieronymus Bock 1546. Weitere historische Abbildung:

## Geschichte
In der römischen und griechischen Antike war die Sumpfdotterblume als Heilpflanze nicht bekannt. Als «muß blume» wurde sie erstmals in einer Elsässer Handschrift aus der Mitte des 15. Jh. erwähnt. Hier wurde das aus den Blumen gebrannte Wasser zur Behandlung von „dorren augen geswer“ empfohlen. Hieronymus Brunschwig übernahm diese Angaben in sein Kleines Destillierbuch. Er nannte die Sumpfdotterblume «moß blůmen», «gel mey blůmen» und «dutter blůmen».
In seinem im Jahre 1539 erschienenen Kräuterbuch deutete Hieronymus Bock die Sumpfdotterblume als «chrysanthemon» des Dioskurides, welches bei den Römern auch «caltha» genannt wurde.  In dem Werk schreibt Bock weiter: „Die Kinder haben ihre kurzweil und freude mit disen schönen Goldblumen. Werden jezunder nit sonders inn der Arznei gebraucht.“ Bock übernahm die bei Dioskurides angegebenen Indikationen: 1. Die fein zerriebenen Blüten mit Wachssalbe verteilen Hautgeschwülste. 2. Das Kraut mit den Blüten nach einem Dampfbade in Wein getrunken vertreibt Gelbsucht.
Das «chrysanthemon» des Dioskurides wird heute als Kronenwucherblume gedeutet.
In der eigentlichen Volksmedizin wurde die Sumpfdotterblume nur vereinzelt als Heilpflanze verwendet. Die krautigen Bestandteile wurden in Mitteleuropa früher bei Hauterkrankungen und Menstruationsstörungen eingesetzt. In Russland wurde sie als harntreibendes und abführendes Mittel gebraucht. Die frischen Blätter wurden auch als Wundheilmittel angesehen und bei Insektenstichen aufgelegt, des Weiteren soll sie durch ihre Eigenschaft als feuchte Sumpfpflanze trockene Verletzungen wie Knochenbrüche, Raucherlunge oder schorfige Wunden kurieren können. In der evidenzbasierten Medizin wird die Sumpfdotterblume nicht mehr genutzt; die heutige Verwendung der Pflanze bei Hautausschlägen, Bronchialerkrankungen und Menstruationsbeschwerden beschränkt sich nur noch auf die Homöopathie.

## Trivialnamen
Weitere deutsche Trivialnamen spielen eher auf die goldgelbe Blütenfarbe an. Sie wird je nach Region auch als Schmalzblume, Butterblume, Eierblume, Wiesengold oder Goldrose bezeichnet. Der häufigste volkstümliche Name ist jedoch Dotterblume. Im Breisgau und in Teilen der Schweiz ist diese Pflanzenart unter dem Namen Bachbummele bekannt.
Für die Sumpfdotterblume bestehen bzw. bestanden, zum Teil auch nur regional, auch die weiteren deutschsprachigen Trivialnamen: Ankeballe (Berner Oberland), Ankenblume (Unterwald., Luzern), Bachblume (Bayern bei Kirchheim, Berner Oberland), Bachkappeln (Württemberg), Beinblume, Botterblöme (Ostfriesland bis Altmark), Butterblume (Schlesien), Butterstriegel (Berner Oberland), Chrotabluama (St. Gallen), Dodderblömen (Siebenbürgen), Dotterblume, Drathblume (Sachsen), Dutterblume, Eierblume (St. Gallen), Filzkraut (Livland), Goldblümli (Appenzell), Goldbluama (St. Gallen), Goldblumen, Goldschmilhagel (Appenzell), Goldwiesenblumen, Golleke, deutsche Kapern, Kaublume (Göttingen), Kohlblume (Kärnten bei Glödnitz), Kooblome (Norddeutschland, niederdeutsch), Kühblume, Kühschmirgeln (Schlesien), Kuhnblumen (Ostpreußen, Pommern, Mark Brandenburg), Kuhblume (Ostpreußen, Pommern, Mark Brandenburg), Mattenblumen, gel Maiblume, Moosblume (Berner Oberland), Mossblumen, die Mueterne (Graubünden), Muttere (Graubünden), Osterbluame (St. Gallen, Appenzell), großes Pfändla (Bayern bei Memmingen), Polpes (Eifel bei Bertrich), Polsterblume (Eifel bei Adenau), Riedrolle (Graubünden bei Sans.), Rossbluama (Oberrheintal), Ruckerzu (für die gefüllte Variante, Bayern), Schirmle (Bayern bei Kirchheim), Schmalzbleaml (Tirol im Pongau und Pinzgau), große Schmalzblum (Bayern), Schmalzknollen (Tirol), Schmeerblume, Schmerbel, Schmergeln (Schlesien), Schmirgeln (Schlesien), Schmirbla (St. Gallen im Toggenburg), Schöaleken (Göttingen, Grubenhagen), Wasserschmalzbluoma (St. Gallen bei Sargans), Wasservogelblumen (Bayern im Donauried, Schwaben bei Holzheim) und Wiesenblumen.

## Die Sumpfdotterblume im Aberglauben
Wie viele andere Frühlingspflanzen galt auch die Dotterblume bei vielen Völkern als Dämonen abwehrend. An Walpurgis gesammelt und vor die Tür des Viehstalles gestreut, sollte sie die Hexen abhalten. Man gab sie auch dem Vieh zu fressen, damit die Butter das ganze Jahr eine schöne, gelbe Farbe hat. In Dänemark, Schweden und in Irland galt die (an Walpurgis bzw. Georgi gesammelte) Pflanze ebenfalls als zauberkräftig.

## Blume des Jahres 1999
Die Sumpfdotterblume wurde in Deutschland zur „Blume des Jahres 1999“ gewählt. Mit dieser Wahl sollte stellvertretend auf den Artenverlust aufmerksam gemacht werden, der durch die Begradigung von Bächen und die Trockenlegung vormals feuchter Wiesen und Niedermoore entsteht.